# Santana do Araguaia
Santana do Araguaia là một đô thị thuộc bang Pará, Brasil. Đô thị này có diện tích 11591,452 km², dân số năm 2007 là 49039 người, mật độ 4,23 người/km².